# Bezange-la-Grande
Bezange-la-Grande é uma comuna francesa na região administrativa de Grande Leste, no departamento de Meurthe-et-Moselle. Estende-se por uma área de 17,24 km². Em 2010 a comuna tinha 158 habitantes (densidade: 9,2 hab./km²).